# تاتیانا کازانکینا
تاتیانا کازانکینا (به روسی: Татья́на Каза́нкина - Tatyana Kazankina) ورزشکار زن رشتهٔ دو و میدانی اهل اتحاد جماهیر شوروی است. وی در بین سال‌های ‎۱۹۷۶ تا ۱۹۸۰ میلادی در مسابقات بازی‌های المپیک تابستانی در مجموع ۳ مدال طلا را کسب کرد.